# Ischnosiphon grandibracteatus
Ischnosiphon grandibracteatus là một loài thực vật có hoa trong họ Marantaceae. Loài này được Loes. mô tả khoa học đầu tiên năm 1915.